# Wiktor Osławski
Wiktor Osławski herbu Korczak (ur. 23 czerwca 1814 w Oblasach, zm. 24 maja 1893 w Paryżu) – powstaniec listopadowy, mecenas nauki i sztuki, kolekcjoner dzieł sztuki, filantrop.

## Życiorys
Wywodził się z rodu Osławskich herbu Korczak (według innej wersji był herbu Kalkstein, który miał wygrawerowany na zegarku). Urodził się 23 czerwca (lub 3 lipca) 1814 w Oblasach. Był synem Walentego (zm. 1823) i Tekli z domu Dembińskiej herbu Nieczuja (zm. 1845). Miał braci Ignacego, Leona, Jana.
Jako oficer brał udział w powstaniu listopadowym, za co został odznaczony Orderem Virtuti Militari. Następnie osiadł we Francji, zamieszkał w Paryżu i pozostał tam do końca życia. Przyjaźnił się tam z Cyrylem Czarkowskim (1895-1862), a po jego śmierci z jego żoną Marią Czarkowską (1805-1893). Oboje pomogli mu gdy pozbawiony ojcowizny znalazł się na bruku, otrzymał od nich pożyczkę, a potem w grze karcianej dorobił się milionowej fortuny. Na emigracji dorobił się majątku, z którego środki przekazywał na cele patriotyczne. W 1860 został naturalizowany we Francji. W 1885 przyjął obywatelstwo Austro-Węgier, składając we Lwowie przypisaną temu przysięgę. Przebywając w tym roku w Galicji (przyjechał do Lwowa 10 czerwca 1885)  planował założenie ze swojego majątku fundacji na rzecz kraju. Był wtedy gościem Tadeusza Czarkowskiego-Golejewskiego (przybranego syna Marii Czarkowskiej)
Swoje kolekcje przekazał na rzecz Muzeum Narodowego w Krakowie, a bibliotekę na rzecz Akademii Umiejętności. Był także filantropem.
Pod koniec życia chorował i w związku z tym przebywał w Nizzy do kwietnia 1893.
Zmarł 24 maja 1893 w Paryżu. Został pochowany na Cmentarzu Les Champeaux w Montmorency.
Majątek liczący 800 tys. zł. pod koniec jego życia zdeponował w banku w Wiedniu i zamierzał przekazać na rzecz fundacji naukowej Uniwersytetu Jagiellońskiego i Uniwersytetu Lwowskiego, zaś egzekutorem swojego testamentu wyznaczył prof. Fryderyka Zolla. Miesiąc po jego śmierci informowano, że w swoim testamencie obok innych dobroczynnych legatów przeznaczył sumę 500 tys. florenów przekazał na fundacje wychowawcze. W testamencie Wiktor Osławski rozporządził majątkiem o wartości 840 tys. złr.. Z tego przeznaczył 540 tys. na Akademię Umiejętności (z czego połowę na stypendia dla docentów obu uniwersytetów, a w połowie na wynagrodzenie najlepszych dzieł sztuki i literatury), synom Tadeusza Czarkowskiego-Golejewskiego przekazał jako krzyżmo łącznie 220 tys. (Cyryla 75 tys., a nazwanego na swoją cześć Wiktorowi 145 tys.), dwóm krewnym Chwalibogom 20 tys., rektorowi UJ Fryderykowi Zollowi 20 tys., Towarzystwu Rękodzielników i Przemysłowców „Rodzina” 20 tys..